# 倍全音符

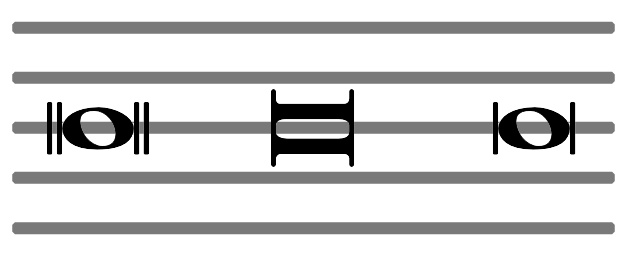
左: 現代の記譜法における倍全音符 中央: 現代の一部の楽譜で使われる定量記譜法における倍全音符 右: 左の倍全音符のあまり一般的ではない形式

倍全音符（ばいぜんおんぷ）または二全音符（にぜんおんぷ）またはブレーベ（アメリカ英語：double whole note、イギリス英語：breve、double note(Baker 1895, 133; Burrowes 1874, 41)）は、全音符の2倍の長さの音符。現代の記譜法で使われている2番目に長い音価である(Burrowes 1874, 41; Gerou and Lusk 1996, 210)。

## 歴史
中世の定量記譜法において、brevisは使われていた最も短い音符の1つであった(Gehrkens 1914)。名前は"brief"のラテン語の語根に由来する。「完全な」リズムモードでは、brevisはLongaの3分の1、「不完全な」モードではLongaの2分の1であった(Hoppin 1978, )。

## 形
現代的な記譜法では、倍全音符は一般的に2つの方法で表される。1つは図の左側のように、全音符のような中空の符頭に左右1本か2本の縦線があるもの、もう1つは図の中央のように古い記譜法に見られる長方形の形をしたものである(Jacob 1960, 21; Read 1969, 459)。
倍全音符は、現代一般的に使われている拍子記号の1小節よりも長いため、イギリスの音楽を除いてほとんど見かけることがない。イギリスの音楽では2分音符が拍子の単位としてよく使われる(Gehrkens 1914, 11)。

## 倍全休符

倍全休符

関連する記号として倍全休符（ばいぜんきゅうふ）または二全休（止）符（にぜんきゅう（し）ふ）があるが、これは通常同じ時間の無音を意味する(Burrowes 1874, 41; Read 1969, 93)。五線譜の上から2番目の線と3番目の間の垂直方向の空間全体を占める長方形で表される。2小節の休止を示すために、別々の小節に分割されていない長い無音の楽節でよく使われる(Read 1969, 101)。この休符やこれより長い休符を総称して倍数休符(multiple rest)と呼ぶ(Read 1969, 99)。

## Alla breve
拍子記号2/2のAlla breve（アラ・ブレーヴェ）はその名前を倍全音符(breve)の音価からとっている。ルネサンスの定量記譜法では、これはproportio duplaの代わりの用語であり、このことはbrevisが通常のsemibrevisではなく時間の単位(tactus)と見なされることを意味していた。古い記号は定量記譜法では2:1という数字の比率の代わりに使われていたが、現代の記譜法では音符の形ごとの相対的な値が小さいことを示すために使われている。通常は比較的早いテンポの音楽に使われ、4つの4分音符の小節の中の2つの2分音符を示す。一方では4/4と等価であり、4つの4分音符の拍子である(Wright 2001)。